# Juglans steyermarkii
Juglans steyermarkii ist eine in Guatemala endemische Baumart der Gattung Walnüsse (Juglans). Das Artepitheton ehrt den US-amerikanischen Botaniker Julian Alfred Steyermark. 

## Merkmale
Juglans steyermarkii ist ein rund 17 m hoher Baum mit grauer, gefurchter Borke. Die Zweige sind dicht drüsig behaart. Die endständige Knospe ist länglich und dicht grau behaart. Die Blattnarbe ist nur leicht eingeknickt.
Die Blätter sind groß, bis 60 cm lang und 30 cm breit. Ein endständiges Fiederblättchen fehlt meist. Die Rhachis ist auffällig dicht mit rötlichen Drüsenhaaren besetzt. Die meist 16 bis 18 Blättchen sind je 14 bis 17 cm lang und 5 bis 8 cm breit, sitzend oder nur kurz gestielt. Ihre Form ist oval bis oval-lanzeolat, der Blattrand ist meist fein gesägt. Die Blattoberseite ist mit kleinen Drüsenhaaren versehen, die Unterseite an den großen und kleinen Nerven mit rötlichen Drüsenhaaren, auf der Spreite mit einzeln oder paarig stehenden, weißlichen, spitzen Haaren. Die Blattbasis ist gestutzt bis breit rundlich, das Ende spitz oder zugespitzt. 
Die Blüten sind unbekannt. Die fast reifen Früchte sind runzelig, beinah kugelig bis birnförmig und an der Basis gestutzt, ihr Durchmesser beträgt 4 cm, die Höhe 4,5 cm. Die Oberfläche ist dicht mit rötlichen Drüsenhaaren benannt. Die Hülle ist nicht sehr dick. Die Nuss ist tief gefurcht und hat gerundete Rippen.

## Verbreitung
Juglans steyermarkii ist nur vom Fundort des Typusexemplars bekannt: aus der Nähe von Huehuetenango in Guatemala, nahe der Grenze zu Mexiko am Rio Trapichillo in 1200 bis 1300 m Seehöhe. 

## Belege
- Wayne E. Manning: The Genus Juglans in Mexico and Central America. In: Journal of the Arnold Arboretum. Band 38, 1957, S. 121–150.